# 34e division d'infanterie (Royaume-Uni)
Pour les articles homonymes, voir 34e division d'infanterie.
La  34e division d'infanterie (34th Infantry Division) est une division de la British Army (armée de terre britannique).

## Historique

### Première Guerre mondiale
- 1916 : bataille de la Somme
- 1918 : Bataille de la Marne (1918)[1]

### Les autres division de laBritish Army
- 1re division blindée
- 2e division d'infanterie
- 3e division d'infanterie
- 4e division d'infanterie
- 5e division d'infanterie
- 6e division d'infanterie
- 7e division d'infanterie
- 8e division d'infanterie